# Weaverville (Carolina del Nord)
Weaverville és una població dels Estats Units a l'estat de Carolina del Nord. Segons el cens del 2007 tenia 2.646 habitants.

## Demografia
Segons el cens del 2000, Weaverville tenia 2.416 habitants, 1.008 habitatges i 690 famílies. La densitat de població era de 368,7 habitants per km².
Dels 1.008 habitatges en un 25,1% hi vivien nens de menys de 18 anys, en un 56,8% hi vivien parelles casades, en un 9,3% dones solteres, i en un 31,5% no eren unitats familiars. En el 28,6% dels habitatges hi vivien persones soles el 13,3% de les quals corresponia a persones de 65 anys o més que vivien soles. El nombre mitjà de persones vivint en cada habitatge era de 2,27 i el nombre mitjà de persones que vivien en cada família era de 2,76.
Per edats la població es repartia de la següent manera: un 19,1% tenia menys de 18 anys, un 5,5% entre 18 i 24, un 25,4% entre 25 i 44, un 26,5% de 45 a 60 i un 23,5% 65 anys o més.
L'edat mediana era de 45 anys. Per cada 100 dones de 18 o més anys hi havia 78,9 homes.
La renda mediana per habitatge era de 45.110 $ i la renda mediana per família de 52.731 $. Els homes tenien una renda mediana de 35.577 $ mentre que les dones 24.613 $. La renda per capita de la població era de 24.517 $. Entorn del 2,1% de les famílies i el 4,4% de la població estaven per davall del llindar de pobresa.

## Poblacions més properes
El següent diagrama mostra les poblacions més properes.